# Élections législatives de 1951 dans la Vendée
Les élections législatives françaises de 1951 se tiennent le 17 juin. Ce sont les deuxièmes élections législatives de la Quatrième République.

## Mode de scrutin
Représentation proportionnelle plurinominale suivant la méthode du plus fort reste dans 103 circonscriptions, conformément à la loi des apparentements : les listes qui se sont « apparentées » avant l'élection remportent tous les sièges de la circonscription si leurs voix ajoutées obtiennent la majorité absolue des suffrages exprimés. Il y a 629 sièges à pourvoir.
Le vote préférentiel est admis. 
Dans le département de la Vendée, cinq députés sont à élire.

## Candidats

### Liste vendéenne d'union nationale - Union des indépendants, paysans et républicains nationaux - Rassemblement du peuple français
| N° | Candidats | Candidats                | Parti | Principales fonctions |
| -- | --------- | ------------------------ | ----- | --- |
| 01 |           | Armand de Baudry d'Asson | CNIP  | Exploitant agricole, maire de La Garnache, conseiller général du canton de Challans, député sortant                                    |
| 02 |           | Charles Rousseau         | CNIP  | Industriel, commerçant et armateur, conseiller général, maire des Sables-d'Olonne, député sortant                                      |
| 03 |           | Antoine Guitton          | CNIP  | Exploitant agricole, conseiller municipal de La Verrerie, Président de la fédération des planteurs de tabac                            |
| 04 |           | Pierre Gaudin            | RPF   | Avocat au Conseil d'État et à la Cour de Cassation, maire de Saint-Martin-de-Brem, Président de l'Union nationale des maires de France |
| 05 |           | Michel Crucis            | CNIP  | Docteur en droit, Chantonnay |

### Liste du Mouvement républicain populaire
| N° | Candidats | Candidats                 | Parti         | Principales fonctions                                                                           |
| -- | --------- | ------------------------- | ------------- | ----------------------------------------------------------------------------------------------- |
| 01 |           | Lionel de Tinguy du Pouët | MRP           | Ancien Ministre, député sortant, auditeur au Conseil d'État, maire de Saint-Michel-Mont-Mercure |
| 02 |           | Louis Michaud             | MRP           | Député sortant, entrepreneur en bâtiment, Le Poiré-sur-Vie                                      |
| 03 |           | Louis Gaignet             | Rép.démocrate | Exploitant agricole, maire du Gué-de-Velluire                                                   |
| 04 |           | Auguste Blanchard         | Rép.démocrate | Exploitant agricole, maire d'Ardelay                                                            |
| 05 |           | André Dupont              | MRP           | Employé                                                                                         |

### Liste du Parti socialiste SFIO et du Parti radical-socialiste
| N° | Candidats | Candidats         | Parti   | Principales fonctions                                                                                           |
| -- | --------- | ----------------- | ------- | --- |
| 01 |           | Georges Gorse     | SFIO    | Professeur, ancien sous-secrétaire d'État, député sortant                                                       |
| 02 |           | Adolphe Pabeuf    | Radical | Docteur en médecine, conseiller général, Luçon                                                                  |
| 03 |           | Jean André Péaud  | Radical | Docteur en médecine, conseiller général du canton de La Roche-sur-Yon, adjoint au maire de La Chaize-le-Vicomte |
| 04 |           | Philippe Lhommedé | UDSR    | Cultivateur, Saint-Prouant                                                                                      |
| 05 |           | Isidore Morineau  | RGR     | Commerçant voilier, Saint-Gilles-Croix-de-Vie                                                                   |

### Liste d'Union républicaine résistante et antifasciste présentée par le Parti communiste français
| N° | Candidats | Candidats           | Parti | Principales fonctions                                  |
| -- | --------- | ------------------- | ----- | ------------------------------------------------------ |
| 01 |           | Auguste Brunet      | PCF   | Maçon, La Roche-sur-Yon                                |
| 02 |           | Odette Roux         | PCF   | Institutrice, ancienne résistante, Les Sables-d'Olonne |
| 03 |           | Gabriel Métay       | PCF   | Cultivateur, Faymoreau                                 |
| 04 |           | Louis Auguste Goron | PCF   | Cultivateur, Nalliers                                  |
| 05 |           | Henri Joseph Buchou | PCF   | Marin-pêcheur, Les Sables-d'Olonne                     |

## Élus
| Député sortant            | Parti | Parti    | Député élu ou réélu       | Parti | Parti |
| ------------------------- | ----- | -------- | ------------------------- | ----- | ----- |
| Georges Gorse             |       | SFIO     | Antoine Guitton           |       | CNIP  |
| Lionel de Tinguy du Pouët |       | MRP      | Lionel de Tinguy du Pouët |       | MRP   |
| Louis Michaud             |       | MRP      | Louis Michaud             |       | MRP   |
| Armand de Baudry d'Asson  |       | CNIP     | Armand de Baudry d'Asson  |       | CNIP  |
| Charles Rousseau          |       | CNIP-RPF | Charles Rousseau          |       | RPF   |

## Résultats

### Résultats à l'échelle du département
- Les listes d'union nationale (CNIP-RPF) et du MRP se sont apparentées.
- Leurs voix cumulées représentant plus de 50% des exprimés, tous les sièges sont répartis à la proportionnelle entre les partis apparentés.

| Parti    | Parti                                                                                           | Tête de liste             | Résultats | Résultats | Sièges |  |
| Parti    | Parti                                                                                           | Tête de liste             | Voix      | %         |        |  |
| -------- | ----------------------------------------------------------------------------------------------- | ------------------------- | --------- | --------- | ------ |  |
|          | Centre national des indépendants et paysans-Rassemblement du peuple français *                  | Armand de Baudry d'Asson  | 85 519    | 43,83     | 3      |  |
|          | Mouvement républicain populaire *                                                               | Lionel de Tinguy du Pouët | 50 169    | 25,71     | 2      |  |
|          | Section française de l'Internationale ouvrière-Parti républicain, radical et radical-socialiste | Georges Gorse             | 38 911    | 19,94     | 0      |  |
|          | Parti communiste français                                                                       | Auguste Brunet            | 17 592    | 9,02      | 0      |  |
|          |                                                                                                 |                           |           |           |        |  |
| Inscrits | Inscrits                                                                                        | Inscrits                  | 246 002   | 100,00    | 5      |  |
| Votants  | Votants                                                                                         | Votants                   | 203 080   | 82,55     |        |  |
| Exprimés | Exprimés                                                                                        | Exprimés                  | 195 103   | 96,07     |        |  |